# Auguste Beernaert

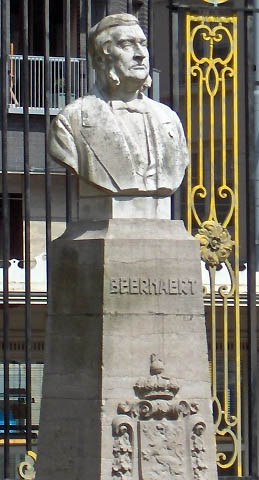
Buste van Beernaert door Louis Mascré (1871-1929)

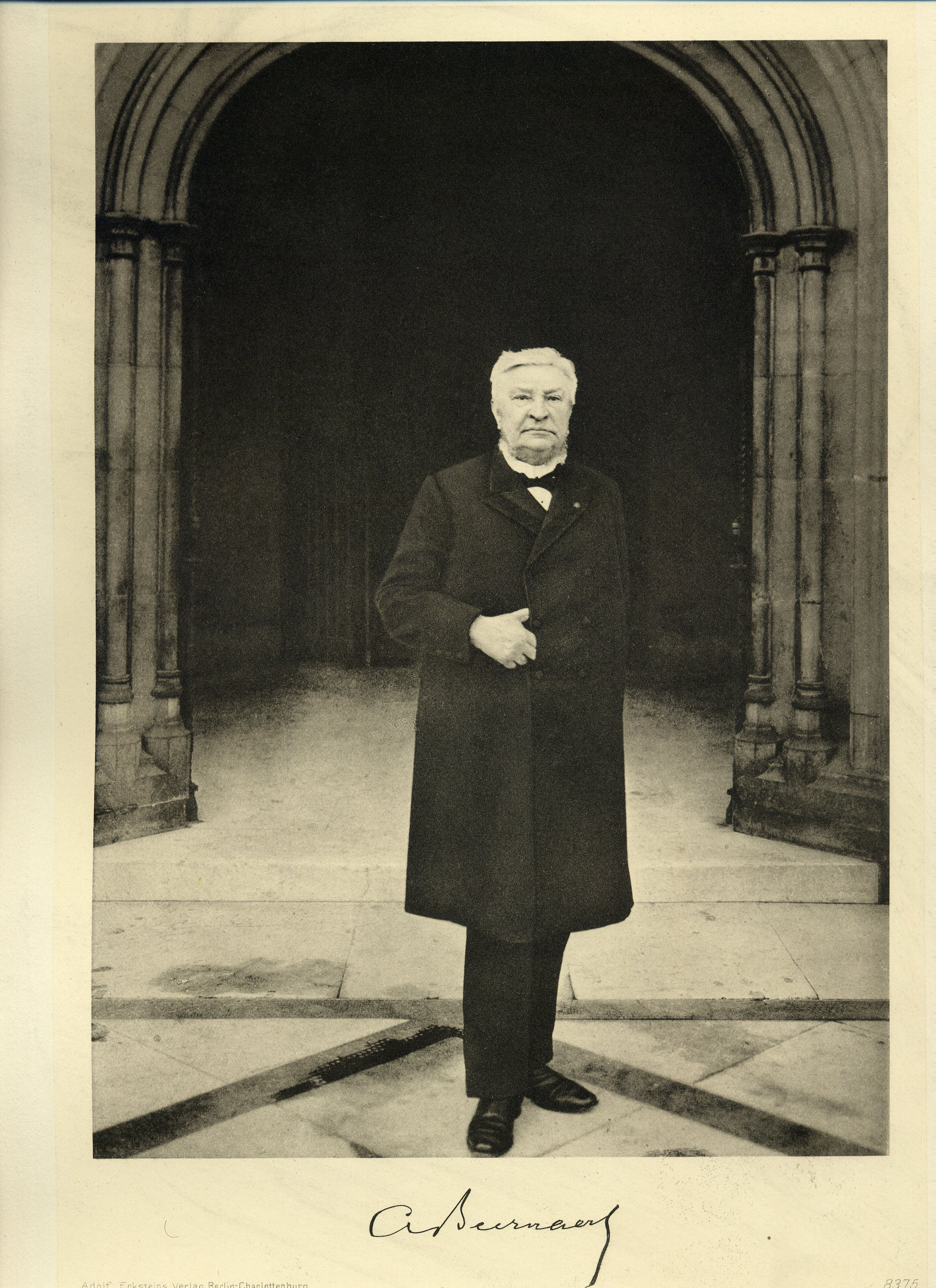
Auguste Beernaert rond 1900

Auguste Marie François (August) Beernaert (Oostende, 26 juli 1829 – Luzern, 6 oktober 1912) was een Belgisch katholiek politicus en mensenrechtenactivist. In 1909 won hij de Nobelprijs voor de Vrede.
Hij was in zijn jeugd ook een verdienstelijk dilettant tekenaar, voornamelijk stadsgezichten. Hij speelde toen een tijdje met het idee, om zoals zijn zuster Euphrosine Beernaert, een artistieke opleiding te volgen vooraleer zijn rechtenstudie aan te vatten. 

## Levensloop

### Familie
Auguste Beernaert was de zoon van Bernard Beernaert (1795-1862), inspecteur bij de Dienst van Registratie en Domeinen, en Euphrosine-Josèphe Royon (1809-1888). Hij trouwde in 1870 in Brussel met Mathilde Borel (1851-1922), zus van jhr. Jules-François-Auguste Borel de Bitche, advocaat, consul-generaal van Congo-Vrijstaat en Zwitserland en lid van de Hoge Raad van Congo. Hij was een schoonbroer van Michel Mourlon, geoloog en paleontoloog. Het huwelijk bleef kinderloos. Bij Koninklijk Besluit van 26 juli 1913 mochten diens twee zoons, Georges Mourlon (1877-1933), industrieel, en Pierre Mourlon (1889-1914), advocaat, hun achternaam wijzigen in Mourlon Beernaert.
Wegens het beroep van zijn vader verhuisde hij op achtjarige leeftijd van zijn geboortestad Oostende naar Dinant. Nadien verhuisde hij naar Namen, Leuven en ten slotte in 1849 naar Brussel.

### Advocaat
Nadat hij zijn middelbaar onderwijs in huiselijke kring had gevolgd, studeerde Beernaert van 1846 tot 1851 rechten aan de Katholieke Universiteit Leuven. In 1850 promoveerde hij er met grote onderscheiding tot doctor in de rechten. Vervolgens ging hij nog twee jaar studeren in Parijs, Heidelberg en Berlijn. In 1853 begon hij aan zijn carrière als jurist en werd advocaat aan de Balie van Brussel. Vanaf 1859 en tot aan zijn dood was hij advocaat bij het Hof van Cassatie. Hij was bovendien de raadsman van de Société générale de Belgique en Filips van België, de graaf van Vlaanderen.

### Politieke loopbaan
Aangetrokken door de katholieke voorman Jules Malou begon hij in 1873 een politieke loopbaan. Hij werd dat jaar minister van Openbare Werken, wat hij bleef tot in 1878. Hij zorgde in deze functie voor een aanzienlijke uitbreiding van het Belgisch spoorwegnet en een verdere uitbouw van de Antwerpse haven. In 1874 werd hij voor de katholieke partij verkozen tot volksvertegenwoordiger van het arrondissement Tielt, een mandaat dat hij uitoefende tot aan zijn dood. Van 1878 tot 1884 was hij leider van de oppositie en van maart tot december 1884 was hij tevens voorzitter van de Federatie van Katholieke Kringen en Conservatieve Verenigingen, zoals de katholieke partij officieel heette.
In 1884 was hij enkele maanden opnieuw minister van Openbare Werken en daarna was hij van 1884 tot 1894 tien jaar lang eerste minister van België. In die periode werden de eerste initiatieven in de sociale wetgeving genomen om arbeiders te beschermen. Ook het stemrecht werd uitgebreid in 1893. In 1894 werd Beernaert, die beschouwd wordt als een van de grootste staatsmannen van België, benoemd tot minister van Staat. Van 1895 tot 1900 was hij voorzitter van de Kamer van volksvertegenwoordigers.

### Congo
In 1876 werd hij lid van de pas opgerichte Association internationale africaine. De Onafhankelijke Congostaat werd, met zijn steun als premier, opgericht in 1885. Ook nadien bleef Beernaert zich inzetten om de slavernij af te schaffen en bleef hij de uitbuiting van Congo hekelen, wat hem in onmin bracht met koning Leopold II.
Na zijn premierschap, in 1894, werd hij voorzitter van de Société belge d'études coloniales. Verder bekleedde hij verschillende bestuursmandaten in Congo-Vrijstaat, onder meer bij Compagnie belge maritime du Congo en Compagnie internationale d'Orient, waarvan hij voorzitter was.

### Nobelprijs
Hij was op latere leeftijd een van de belangrijkste pacifisten van zijn tijd. Vanaf 1896 was hij actief in de Interparlementaire Unie, waar hij zich in het bijzonder inzette voor de vrede. Hij vertegenwoordigde België tijdens de Internationale Vredeconferenties van 1899 en 1907 in Den Haag. Hij leidde daar de sectie over beperking van de bewapening, en had het te stellen met de militaire gedelegeerden, zoals John Fisher van het VK, Alfred Mahan van de VS en de Duitse baron Von Münster, die niets in de hele conferentie zagen. De hele kwestie van de bewapening werd dus maar naar een volgende commissie verschoven. Zijn laatste levensjaren spande hij zich rusteloos in voor de eenmaking van het internationale recht en voor de beperking van de bewapening.
In 1909 won hij, samen met Paul Henri Balluet d'Estournelles de Constant de Nobelprijs voor de Vrede voor zijn ijver om arbitrage toe te passen teneinde internationale geschillen op te lossen en voor zijn strijd tegen de slavernij en de plundering van Congo.
In 1912 stierf Beernaert tijdens een bijeenkomst van de Interparlementaire Unie in Zwitserland.

### Beernaert en de Vlaamse Beweging
Beernaert veroordeelde principieel de miskenning van het Nederlands in België in 1830 en beschouwde het als een "schreeuwerige onrechtvaardigheid" waarvoor hij de verfranste elite in Vlaanderen verantwoordelijk achtte. Vanuit een Belgisch en geen Vlaamsgezind rechtvaardigheidsgevoel ging hij op enkele eisen van de Vlaamse Beweging in: zo oefende hij enige druk uit ten gunste van de toepassing van de taalwetten of liet hij bankbiljetten, munten, postzegel ook van een Nederlandstalige tekst voorzien.
Zijn enige Vlaamsgezinde daad van grotere betekenis was zijn tegemoetkomende houding ten opzichte van het Vlaamse verlangen naar een eigen academie. Aanvankelijk pakte Beernaert uit met het plan om een Internationale Academie voor Nederlandsche Letteren op te richten, maar dit mislukte omdat Nederland dit afwees en de West-Vlaamse taalparticularisten zich daartegen verzetten. In de plaats werd in 1886 in Gent de Koninklijke Vlaamsche Academie voor Taal- en Letterkunde opgericht.
Beernaert begreep niet altijd de gegrondheid van de Vlaamse grieven en hij was verontrust door de emotioneel beladen taal- en cultuurstrijd. Om het voortbestaan van België te verzekeren, pleitte hij voor een op rechtvaardigheid en gematigdheid gebaseerd wederzijds begrip en goede verstandhouding tussen Walen en Vlamingen. Toen Edward Coremans in 1903/1904 in de Kamer opnieuw het wetsvoorstel indiende om de wet van 1883 op het taalgebruik in het middelbaar onderwijs ook naar het katholiek onderwijs uit te breiden, wees Beernaert samen met Charles Woeste dat voorstel af door naar de grondwettelijke vrijheid te verwijzen. Toen in maart 1911 Louis Franck, Frans Van Cauwelaert en Camille Huysmans een wetsvoorstel indienden voor de volledige vernederlandsing van de Rijksuniversiteit Gent, waren Beernaert en Woeste mede-indieners van het tegenwetsvoorstel van Arthur Verhaegen. Hierbij werd voorgesteld om de Franstalige universiteit in Gent te behouden met een aantal gesplitste taalcolleges en om anderzijds in Luik een Vlaamse universiteitsafdeling op te richten. Dat voorstel vond echter onvoldoende instemming.
In het kader van 75 jaar België lanceerde Eugène Baie in 1905 het idee voor een Entente Hollando-Belge, waaruit de Nederlandsch-Belgische Commissie ter bestudering van de economische vraagstukken ontstond. Beernaert werd hiervan de eerste voorzitter. In de Commissie zetelden er echter geen Vlaamsgezinden; pas na Vlaams protest en het aandringen van Hermanus Kiewiet de Jongere, de Nederlandse voorman van het Algemeen-Nederlands Verbond, werden enkele flaminganten toegelaten. Begin november 1907 zat Beernaert de eerste zitting van die Nederlandsch-Belgische Commissie voor en verwees hij in zijn openingsrede naar de oude Nederlanden. 

### Kunstverzamelaar
Beernaert legde een grote kunstverzameling aan, voornamelijk werken van Vlaamse primitieven en van eigentijdse Belgische kunstenaars. De collectie ging als legaat naar diverse Belgische musea. In 1906 werd hij erevoorzitter van de vooruitstrevende Antwerpse kunstenaarsvereniging "Kunst van Heden".

## Varia
- Beernaert woonde laatst in "Villa Miraval" in Bosvoorde. Dit huis met ruime tuin bestaat nog, alhoewel erg verbouwd. Het dient nu als kantoorruimte voor een huisvestingsmaatschappij.
- Hij ligt begraven, samen met zijn echtgenote en zijn zuster Euphrosine Beernaert, op de begraafplaats van Bosvoorde.
- Op het Marie-Joséplein in Oostende staat een nationaal huldemonument ter ere van hem.
- Er zijn straten naar hem genoemd in Berchem (Antwerpen), De Haan, Knokke-Heist, Oostende, Watermaal-Bosvoorde en Zeebrugge.
- Zijn portretbuste in de Kamer van volksvertegenwoordigers werd gemaakt door Paul De Vigne.
- Er is een portret van hem door Jacques de Lalaing in het Groeningemuseum in Brugge.
- Hij was een verdienstelijk tekenaar. Een stadsgezicht van zijn hand bevindt zich in het Steinmetzkabinet in de Stedelijke Musea van Brugge.
- Brieven van hem worden bewaard in de handschriftencollectie van het Musée Royal de Mariemont.
- Door de Belgische posterijen werd een postzegel van hem uitgegeven in 2001 (samen met de Zweedse posterijen) en 2016 (in de reeks Belgische Nobelprijswinnaars).
- Hij was de laatste premier geboren voor de onafhankelijkheid van België.
- Er bestaan portretten van hem door onder andere Eugène Broermann, Jacques de Lalaing, Juliaan De Vriendt, Paul De Vigne en Godefroid Devreese (medaillon, 1910).

## Galerij
Het borstbeeld van August Beernaert op het Marie-Joséplein in Oostende:

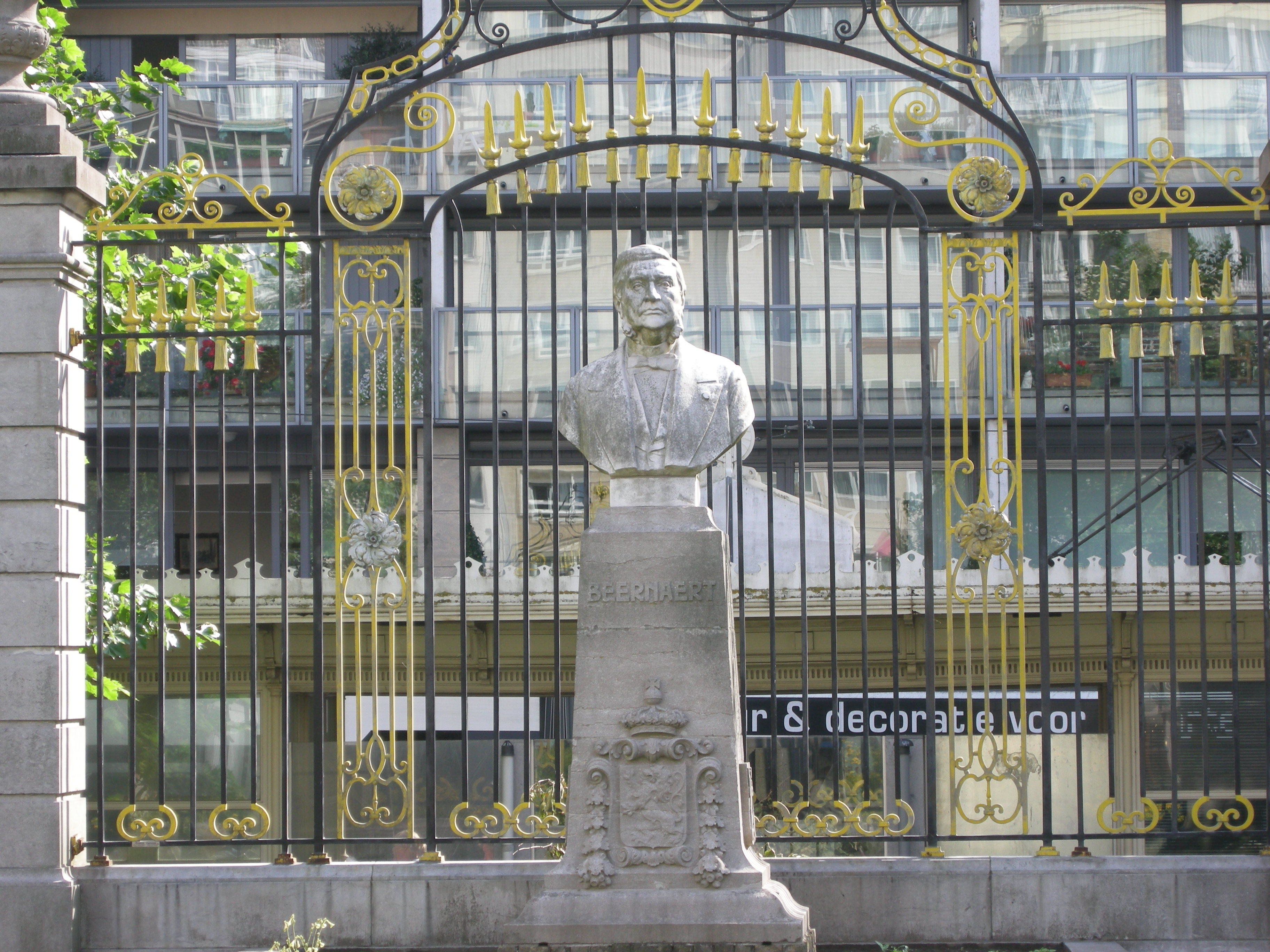
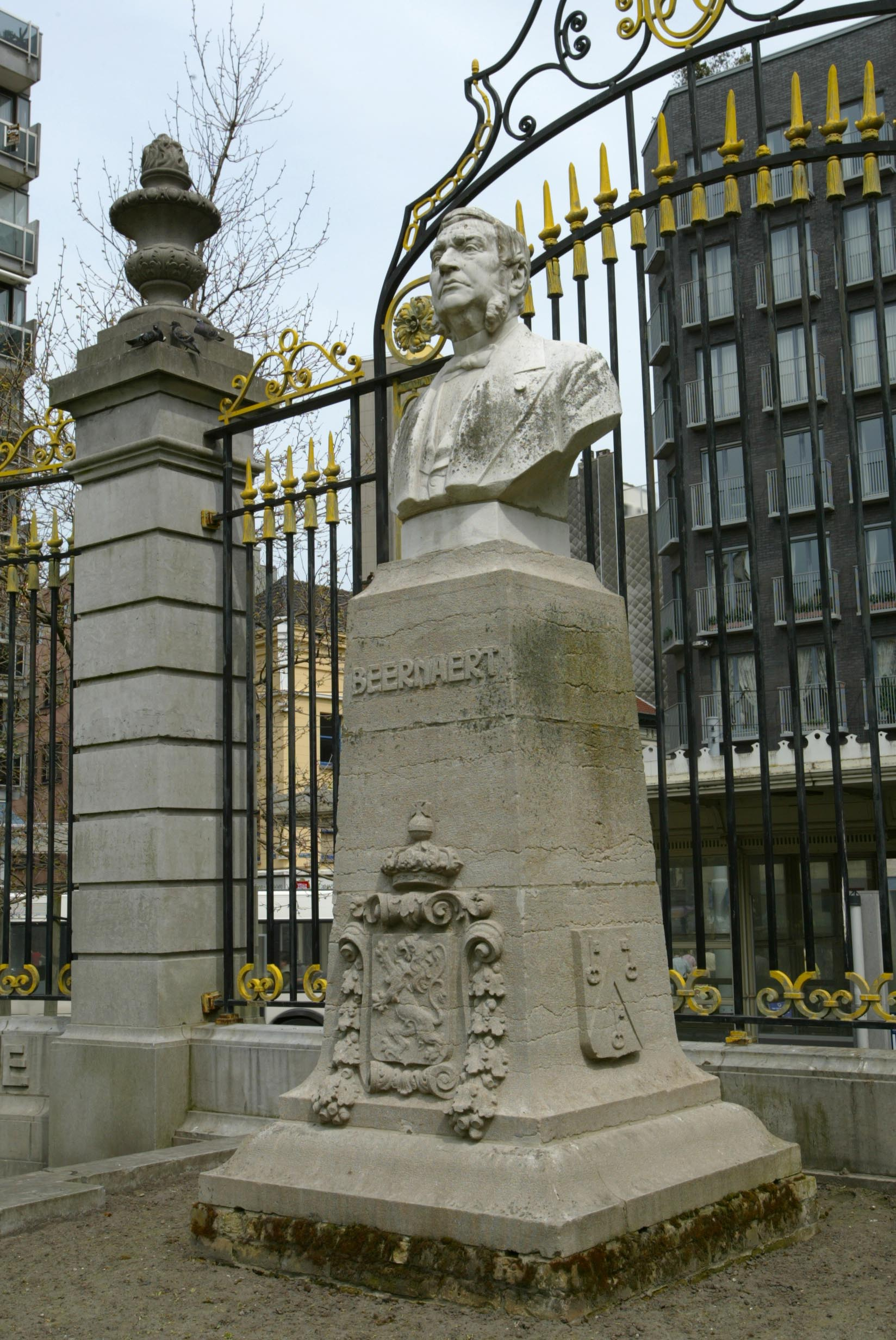
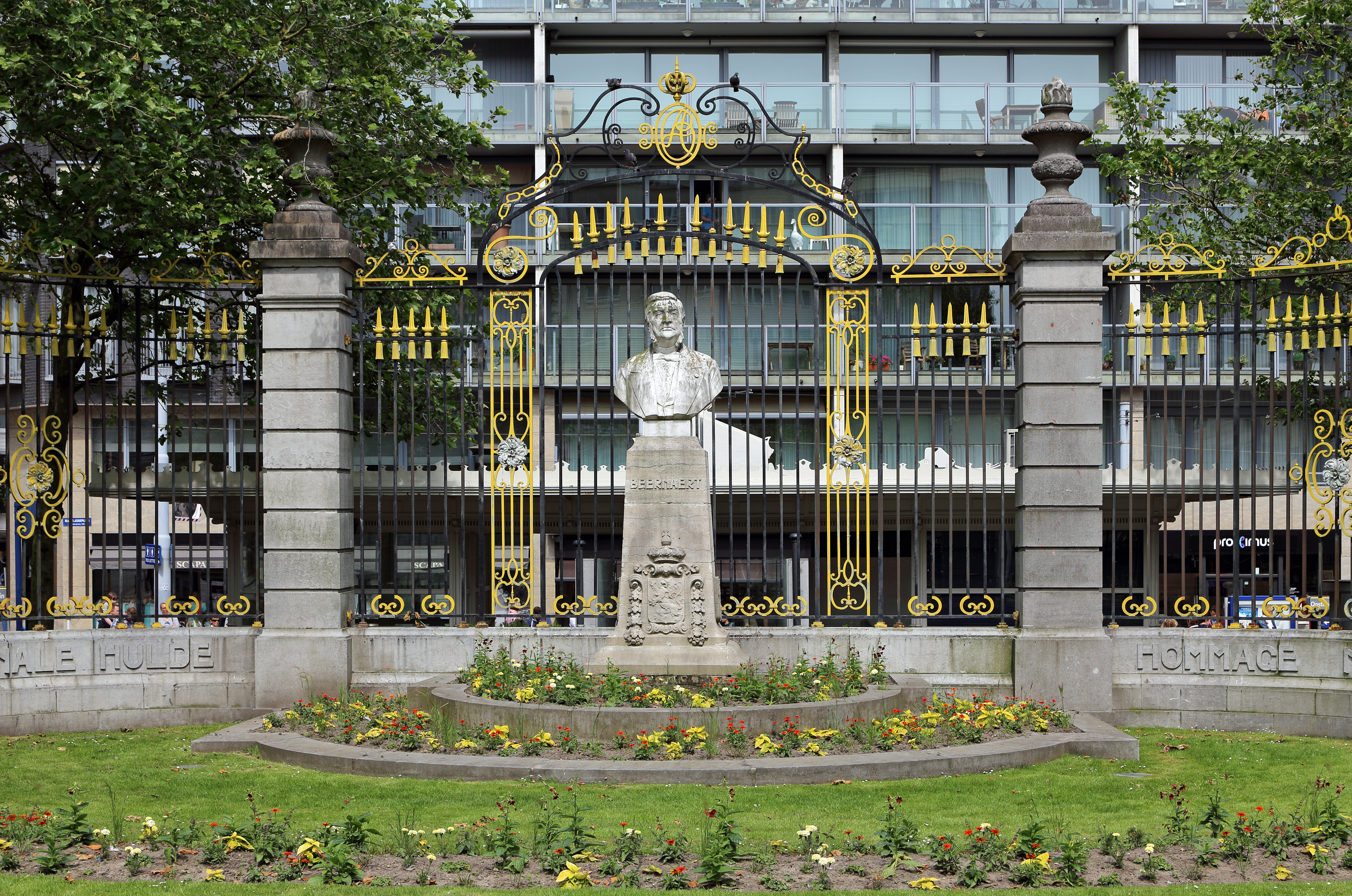
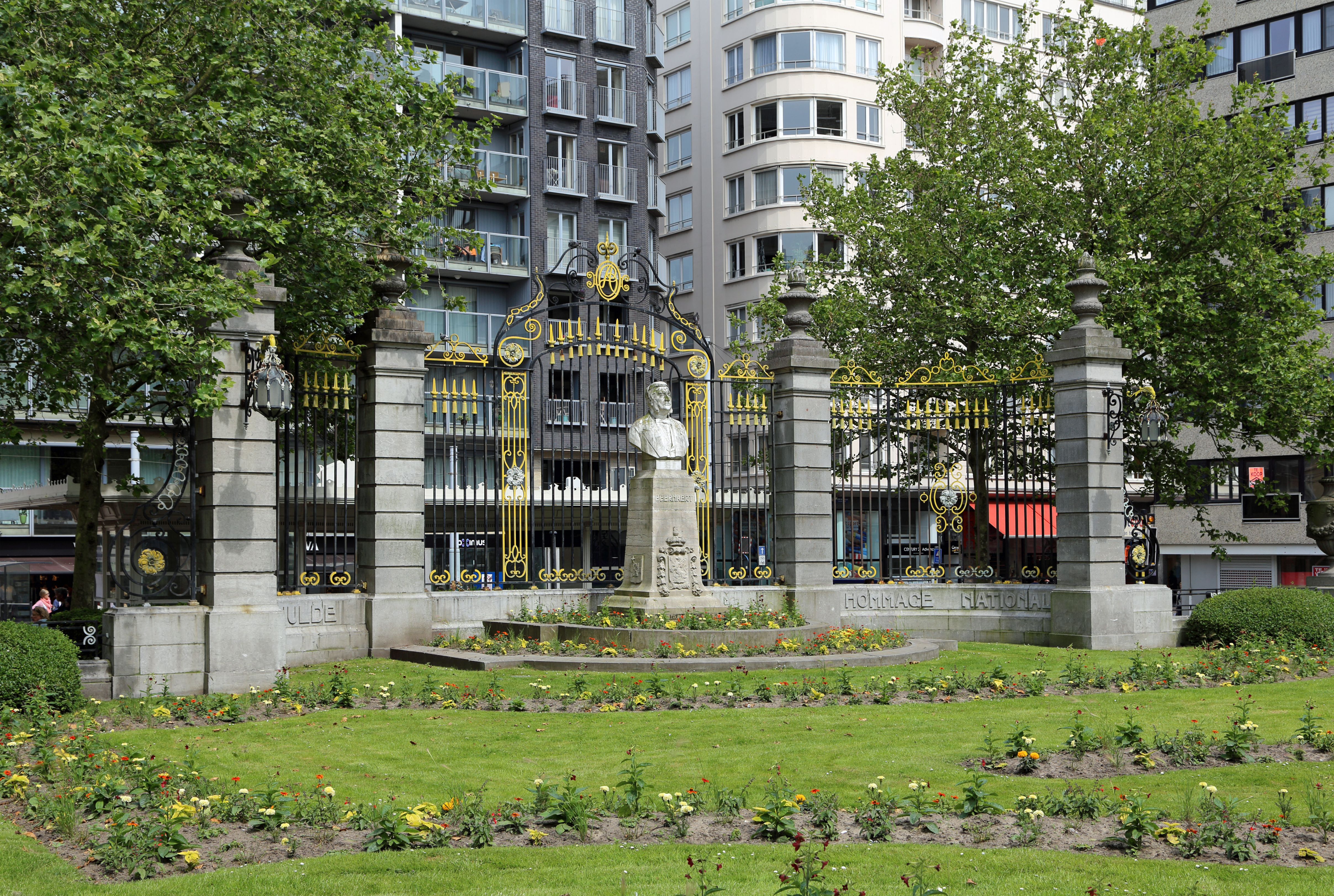
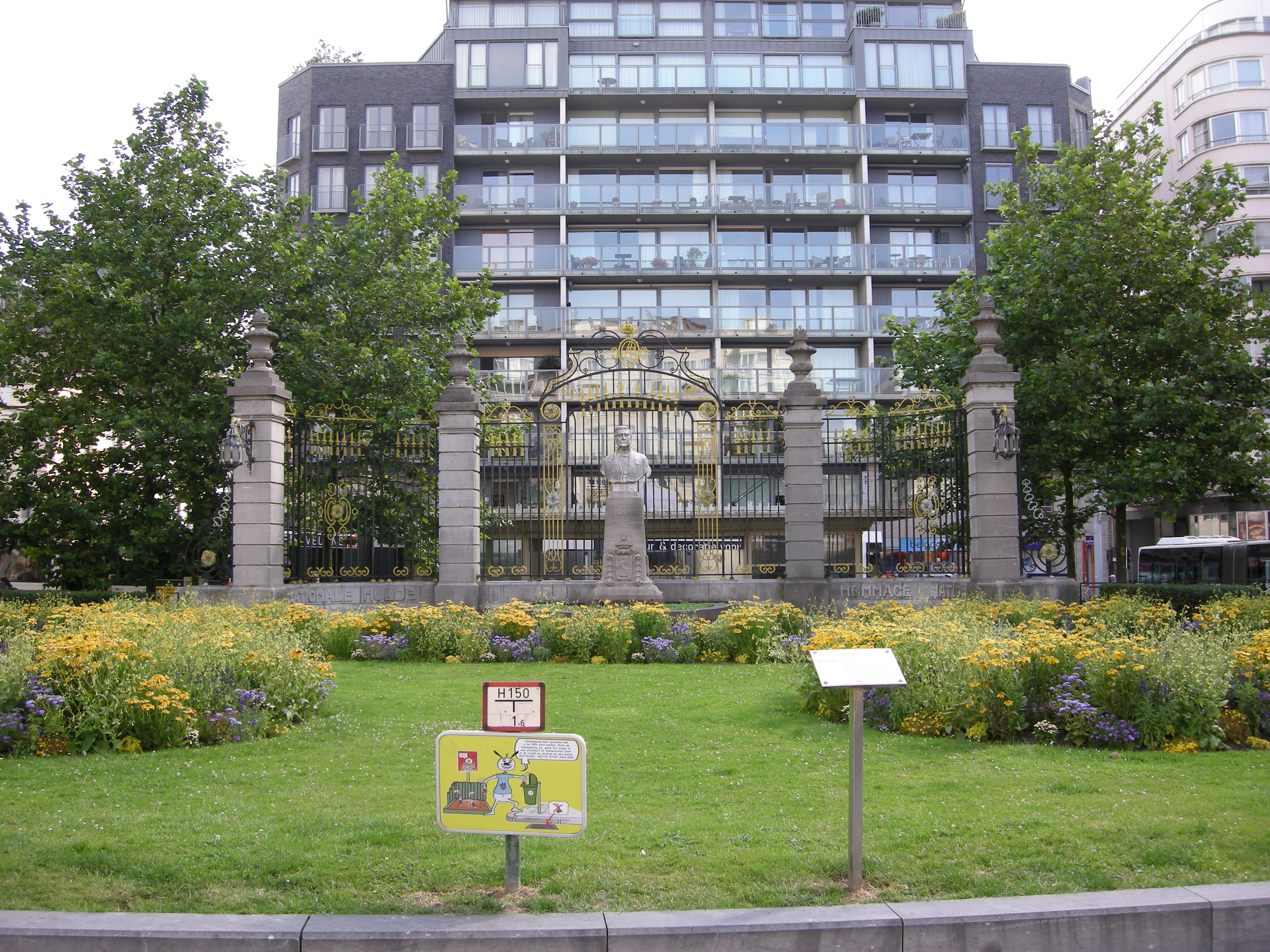
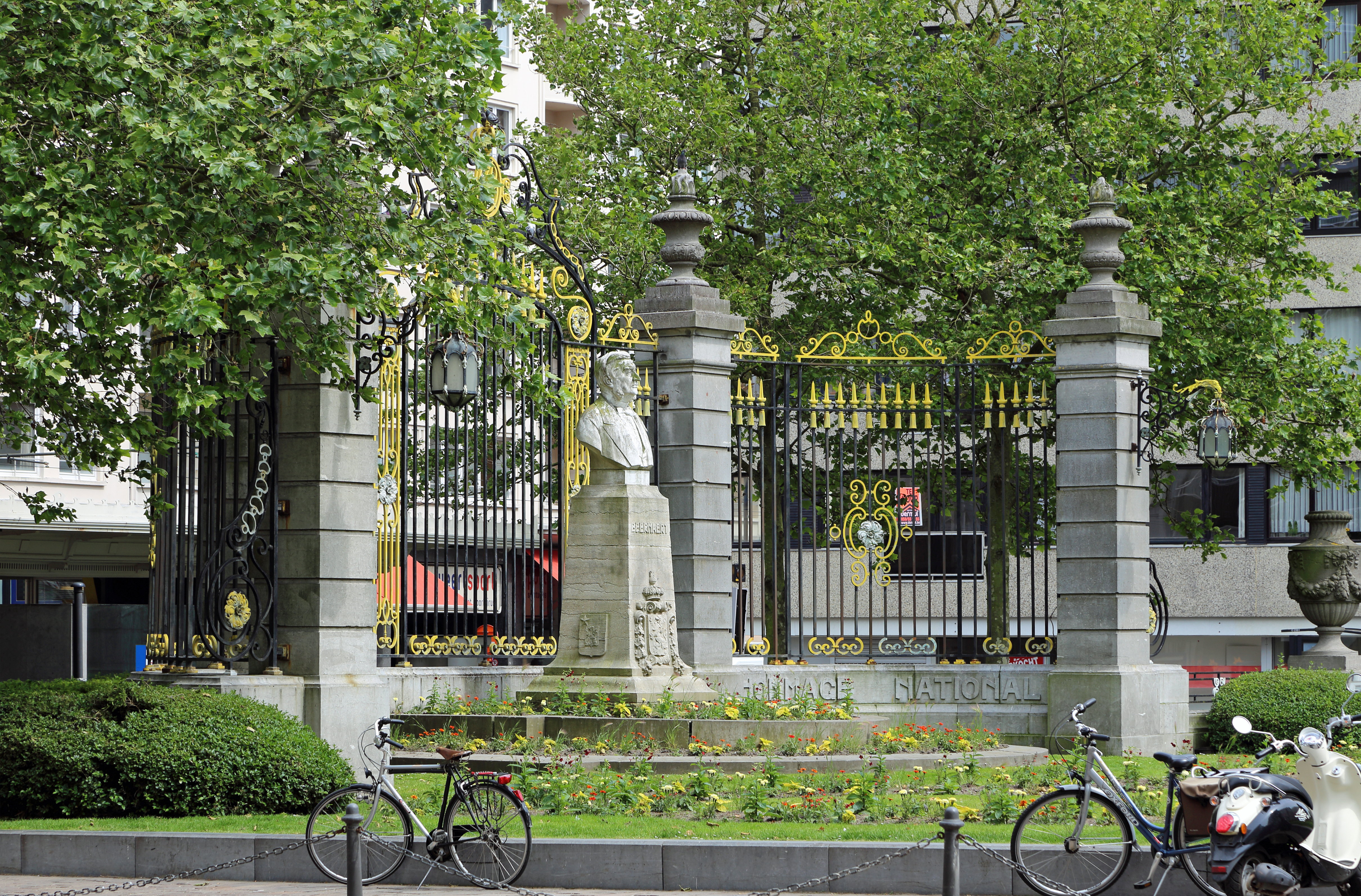